# Condado de Kleberg
O Condado de Kleberg é um dos 254 condados do estado norte-americano do Texas. A sede do condado é Kingsville, e sua maior cidade é Kingsville.
O condado possui uma área de 2 824 km² (dos quais 568 km² estão cobertos por água), uma população de 32061 habitantes, e uma densidade populacional de 14 hab/km² (segundo o censo nacional de 2010).
O condado foi criado em 1913.